# Zahinci
Zahinci (ukr. Загінці, pol. Zahińce) – wieś na Ukrainie, w obwodzie chmielnickim, w rejonie derażniańskim.

## Dwór
- parterowy dwór, kryty dachem czterospadowym, wybudowany w stylu włoskim, w pierwszej połowie XIX w. przez Jana Starzyńskiego[1]. Od frontu portyk z kolumnadą podtrzymującą tympanon, nad wejściem kondygnacja z trzema oknami. Obok stary park. Obiekt zniszczony w 1917 r.[2]